# Glovebruna
Glovebruna (norwegisch für Spaltenrand) ist ein Gletscherhang im ostantarktischen Königin-Maud-Land. In der Kirwanveggen liegt er zwischen den Tälern Utråkket und Urfjelldokka.
Luftaufnahmen entstanden am 20. Januar 1939 bei der Deutschen Antarktischen Expedition 1938/39 unter der Leitung des Polarforschers Alfred Ritscher. Wissenschaftler des Norwegischen Polarinstituts benannten ihn 1961.